# 乔穆
乔穆（Chomu），是印度拉贾斯坦邦Jaipur县的一个城镇。总人口50717（2001年）。

## 人口
该地2001年总人口50717人，其中男性26635人，女性24082人；0—6岁人口8425人，其中男4409人，女4016人；识字率62.79%，其中男性为75.03%，女性为49.26%。